# こえでおしごと!
『こえでおしごと!』（KOE DE OSHIGOTO!）は、紺野あずれによる日本の漫画。ワニブックスの『コミックガム』にて2008年7月号から2013年6月号まで連載された。またOVA化もされ、第1巻が2010年11月に、第2巻が2011年5月に発売された。略称は「こえごと」。
女子高生がエロゲーの声優をするという内容の漫画。それまで成人向け漫画を執筆していた紺野が初めて手がけた一般向け漫画雑誌（青年漫画雑誌）での連載作品となる。この「女子高生がアダルトゲームの声優をする」というアイディアは、紺野がMOSAIC.WAVの楽曲のひとつの『GAMER'S ACTRESS』を聴いていて思いついたものであると単行本1巻の後書きで述べている。
後に紺野自らがリブートした漫画『こえでおしごと!!』が『月刊アクション』（双葉社）にて2020年7月号より2022年1月号まで連載された。

## ストーリー
青柳柑奈は高校1年生。16歳の誕生日を迎えたとき、姉の弥生に頼まれて姉の会社の仕事を手伝うことに。だが、姉の会社はエロゲーメーカーで柑奈の仕事はエロゲーの声優だった。悩む柑奈。しかし弥生がいかに柑奈のことを大切に思っているかを母親から聞かされ、柑奈はエロゲーの世界へ飛び込むことを決心した。

## 登場人物
主要人物のほとんどが苗字は滋賀県高島市の地名から、名前は旧暦を由来としている。また単行本のカバー裏には、毎回登場人物のプロフィールが記載されているが、初期から登場しているキャラクターの誕生日は（大半が名前の由来となった旧暦の）ぞろ目である。声優は恥ずかしい声およびコミックガム2009年9月号に付録されたドラマCD / OVAの順。
青柳 柑奈（あおやぎ かんな）
声 - 西野みく / MAKO
身長158センチメートル、体重47キログラム、10月10日生まれ。
主人公。高島南高校1年3組→2年4組。陸上部に所属。処女、彼氏なし。16歳の誕生日に姉の弥生に頼まれ、エロゲーの声優をすることになる（「青井かんな」名義を使用）。年相応の純情な性格であり、抜きゲー、パイズリの意味を知らないなどエロゲーの世界に翻弄されていることもしばしば。ただし参考として見せられたAVに我を忘れて夢中になるなど、多少は興味を抱いている一面もある。自分の声を多くの人に聞かせることができる誇らしさはあるが、エロゲーならではの赤面する実態との板ばさみに苦悩していることもある。
声優としては素人だが、人並み外れた集中力と想像力の持ち主であり、声だけで情景を想像してその状況に没頭できる能力を持つ。特にイクときの声は想像だけで本当にイっており、その本気の声をプロの声優もクライアントも認めている。さらに（あくまで弥生の指示ではあるが）元樹にハグされるなど異性への興奮を促進されると「トランス状態」と言われるモードに入り、エロシーンの演技力が飛躍的にアップする。しかしながら自分がアフレコするキャラクターと同化してしまう危険性も孕んでおり、元樹に性行為を求めようとするなど物語が進むに連れて次第に歯止めが効かなくなっている。このトランス状態での能力は更に進化し、イクときの声だけで聞いている人をイかせることができるようになった。
なお、エロゲー声優をしていることはクラスメイトや友人には秘密にしている。ただし、元樹は弥生から話を聞いていたため最初から知っている。また、ブルーマーチが企業ブースで参加した同人誌即売会のコミカ（コミックカーニバル）での、いわゆる「使ってください事件」の現場を、（同人誌を出している）葉月の兄に同行・参加していた葉月と小鳥に目撃されて、後日追及を受けて自白することで2人にもバレてしまう。
また、週のうちかなりの頻度でオナニーをしていることもカミングアウトした。
これまでの担当キャラは、「桜色カリキュラム」の「小川 結佳（おがわ ゆいか）」、「ザーメン依存症」の「藤沢 若菜（ふじさわ わかな）」、「ご主人様育成計画」の「本郷 歩美（ほんごう あゆみ）」、「スクエアくらいしす!」の「三条 美里（さんじょう みさと）」、「巫女みこクレイジーズ」の「堤 園子（つつみ そのこ）」、「雌犬調教日誌」の「坂下 瑞穂（さかした みずほ）」、「催眠凌辱クラスメイト」の「烏丸 皐月（からすま さつき）」、「聖触アフロディーテ」の「風守 恵（かぜもり けい）」、「こえのおしごと!」の「末広 かんな（すえひろ かんな）」。

### 有限会社ブルーマーチ
弥生と長俊が大学卒業前に作ったエロゲーメーカー。
現在はブルーマーチブランドとブルーオレンジブランドでゲームを出している。
青柳 弥生（あおやぎ やよい）
声 - 海原エレナ / 渡辺明乃
身長160センチメートル、体重49キログラム、3月3日生まれ、28歳。
社長で、ディレクターやプログラマーに経理や広報を担当し、その他雑務も受け持つ（「青山咲良」名義を使用）。柑奈の姉でもあり、眼鏡をかけたOLのような格好をしている。柑奈にエロゲー声優をさせた張本人で、本当は柑奈が14歳になったときからやらせたかったらしい。柑奈に対して厳しく指導するが、柑奈の誕生日プレゼントを欠かさないなど妹思いな一面もある。日置とは保育園から大学まで同じ学校。ただし大学は工学部情報工学科卒。
会社名は名前の「青」と「弥生」から取られたもの。業界に入った当時は、柑奈同様声優を担っていた（「青島やよい」名義を使用）。
日置 長俊（ひおき ながとし）
声 - ワッショイ太郎 / 千葉進歩
身長180センチメートル、体重71キログラム、9月9日生まれ、28歳。
副社長で、シナリオライターを担当（「日村紅葉」名義を使用）。弥生の幼馴染で、柑奈にとっては年の離れた兄のような存在。細目で常に笑顔を絶やさない。本好きでジャンルを問わず多数の本を読むが、中高生のころに官能小説を読み書きするようになり（書くのは高校から）、それが発展して大学生になってから海津夫妻の会社でアルバイトを始め、（父を亡くした弥生のために青柳家の収入を増やすという理由もあって）エロゲー業界に弥生を誘って同人ゲームを作るようになり、その2年後に二人でブルーマーチを設立した。大学は弥生と同じだが文学部卒。
当然ながら、柑奈の初仕事のシナリオは長俊が書いたものである。
針江 夏実（はりえ なつみ）
声 - みすみ / 鈴木真仁
身長168センチメートル、体重54キログラム、6月6日生まれ、24歳。
原画・グラフィック担当の女性社員（「橘なつみ」名義を使用）。女性だが女子高生と制服が大好きなオヤヂ的性格をしている。原画を担当しているのも「エロを描くのも、見るのも好きだから」という理由からだという。冬実と同人サークルを組んでおり、サークル名は「なつふゆ」。
弘部 冬実（ひろべ ふゆみ）
声 - 山咲杏 / 森沢芙美
身長158センチメートル、体重48キログラム、12月12日生まれ、24歳。
原画・グラフィック担当の女性社員（「柊ふゆみ」名義を使用）。セクハラ暴走する夏実のストッパーだが、実は学生時代に授業中に同人誌を描いていたのを彼女に目撃され、その世界に招いた張本人である（実質上、夏実自身が目を輝かせて感激していた）。後に進路に迷った状態で、二人で弥生や長俊と出会い、ブルーマーチに入社した。ちなみに夏実いわくショタコンらしい。
横山 雪平（よこやま ゆきひら）
声 - 梅小路ピンポン / 水島大宙
身長176センチメートル、体重67キログラム、2月2日生まれ、23歳。
デザイン背景・グラフィック担当の男性社員（「横田建司」名義を使用）。美術大学を卒業後、エロゲー会社とは知らずにブルーマーチに入社した。背景画を得意とするが、キャラクターの描写は苦手である。

### 柑奈のクラスメイト
能家 葉月（のうげ はづき）
声 - 神谷奈央 / 長妻樹里
身長158センチメートル、体重47キログラム、8月8日生まれ。
柑奈の親友その1。処女。京都出身でほんわかとした性格の関西弁の巨乳キャラ。成績は良く、学年でもトップクラスであるが、元樹にはどうしても勝てないらしい。絵を書くのがうまいらしく、兄が作る同人誌にも、イラストを数枚描いている。柑菜と元樹が恋人同士で付き合っていると思い込んでいたが、後に本当の関係性を知る。小鳥と一緒にブルーマーチを見学した際に弥生に誘われて、エロゲー声優となる（「能登はづき」名義を使用）。
これまでの担当キャラは、「スクエアくらいしす!」の「島原 クレア（しまばら クレア）」、「巫女みこクレイジーズ」の「岩滝 伊織（いわたき いおり）」、「催眠凌辱クラスメイト」の「嵯峨野 円（さがの まどか）」、「こえのおしごと!」の「大東 はづき」。
牧野 小鳥（まきの ことり）
声 - 未来 / 島形麻衣奈
身長145センチメートル、体重38キログラム、4月4日生まれ。
柑奈の親友その2。処女。小動物系ロリコンキャラ。健全系ゲーマーで、コンシューマー系のメーカー名をすべて把握している。葉月と同様の経緯でエロゲー声優となる（「牧原ことり」名義を使用）。素でも感情が表に出ない性格なので、演技をしている恥ずかしさが伝わりにくい。しかし、葉月ともに演技の上手さは弥生から評価を受け、柑奈が自分の必要性に不安を抱くほどであった。
これまでの担当キャラは、「スクエアくらいしす!」の「高松 華（たかまつ はな）」、「巫女みこクレイジーズ」の「木下 佐耶（きのした さや）」、「催眠凌辱クラスメイト」の「東山 美玖（ひがしやま みく）」、「こえのおしごと!」の「黒川 ことり（くろかわ ことり）」。
海津 元樹（かいづ もとき）
声 - なし / 平尾明香
身長172センチメートル、体60キログラム、1月1日生まれ。
柑奈がエロゲーの声優をしていることを知っている男子。書道部所属。成績は常に学年トップだが運動は苦手。両親がエロゲー会社を経営していて、中学時代から業界に関わった（「海原もとき」名義を使用）。しかし、「エロゲーで稼いだ金で育てられてたなんて」と身内の職種を知った当時は、柑奈同様恥ずかしかったらしい。現在でも柑奈同様純情で羞恥心を持つが、否応ながらも男性視点からエロゲーの評価を柑奈たちに教えることもあり、正しい意味で彼女を心身ともに支援する。母親から「へタレねー」と言われる程の奥手であり、柑奈が好きであるにもかかわらずきちんと告白できていない。
これまでの担当キャラは、「こえのおしごと!」の「熊野 もとき（くまの もとき）」。
城山 絢雨（しろやま あやめ）
声 - なし / 川中瀬奈
身長157センチメートル、体重46キログラム、5月5日生まれ。
元樹のいとこ（母方の叔母の一人娘）。処女。やや太目の眉毛が特徴。元樹と同じ学校に通うため高島南高校へ転校し、柑奈たちのクラスメイトとなる。転校前は幼稚園から大学まである生粋のお嬢様学校聖アリシア女学院に幼稚園から通っていた。執事の西浜が車で学校への送り迎えをしている。お嬢様の例に漏れず世間知らずで、性知識にも疎い。礼儀正しく素直だが、思い込みが激しく人の言うことを聞かないところがある。学校で柑奈たちがセリフの練習をしている時にその声を聞いてしまい元樹と女子3人の関係を疑う。さらに収録現場を見学し、その様子から柑奈と元樹が恋人同士、葉月と小鳥は元樹の愛人であり、ゲームのセリフの練習は"実技"も含めて行われていると思い込む。そこで絢雨は自分も元樹の愛人の一人に加えてもらうべく、エロゲーの声優になる（「城元あやめ」名義を使用）。幼いころから元樹のことが好きであったが性格は現在と違い傍若無人で、元樹に対し暴力的な接し方をしていた。しかし6歳のとき元樹に将来結婚してくれるか聞いたところその乱暴さゆえに断られたため、いい子になるべく10年近く努力してきた。だが当時のことがトラウマとなり、練習中の元樹のセリフがきっかけで元樹の顔を見ると無意識に殴るようになってしまった。これは元樹とキスをすることである程度解消される。純情な性格で、最初は「チ○ポ」などの簡単な単語も恥ずかしがって言えないほどであったが、柑奈同様に想像だけでイける特技の所持者になった。
これまでの担当キャラは、「催眠凌辱クラスメイト」の「深草 夕奈（ふかくさ ゆうな）」、「こえのおしごと!」の「姉小路 あやめ（あねこうじ あやめ）」。

### 声優
藁園 文花（わらその ふみか）
声 - 相原希沙 / 石川綾乃
身長163センチメートル、体重48キログラム、7月7日生まれ、21歳。
女子大3回生にしてプロの声優。音羽プロダクション所属。柑奈を優しく指導してくれる。処女でキスも未経験。
アニメなどの仕事もボチボチ来ているが、声優として最初の本格的な仕事がエロゲーで、それが自分の仕事の原点だからと今でもエロゲーの仕事をしている。酒癖が悪く、酔うと自身の処女ネタなどで延々と絡んだりする。また普段はメイド喫茶でバイトをしている。酒波と共に「重一・文花の重文指定保護らじお（しげふみらじお）」のパーソナリティを務めており、新人時代から面倒を見てもらっている。酒波のセクハラには激しく突っ込むが声優としては大変尊敬している。
エロゲーでは「花園ほのか」名義で出演していて、これまでの担当キャラは、「ご主人様育成計画」の「本郷 麻耶（ほんごう まや）」、「スクエアくらいしす!」の「山城 小夜（やましろ さよ）」、「催眠凌辱クラスメイト」の「御陵 香澄（みささぎ かすみ）」。
尚、アニメの仕事では「鹿野くんちのお姉ちゃん」のメインキャラ「鹿野 結衣子（かの ゆいこ）」役で初めてオーディションに合格する。（アニメ出演時の名義は本名）
酒波 重一（さかなみ しげかず）
声 - なし / 小野坂昌也
身長180センチメートル、体重72キログラム、11月11日生まれ、31歳。
音羽プロダクション所属。文花の先輩の男性声優で、彼女をエロゲー声優の世界に誘った人物。アニメなどの仕事が多数あるがエロゲーの仕事もしている。
柑奈や文花に対して言葉でのセクハラを欠かさない変態ではあるが、態度が堂々としていて明るいため、あまりいやらしい感じはしない。また、体に触るなどの犯罪的な行為は絶対にしないことを信条としている。度々発言を文花に突っ込まれ、ドツキ漫才に発展することが多い。
エロゲーでは「馬並重一」名義で出演しているが、これも「チ○ポが馬並みにデカイから」と、これまた下ネタがらみである。（アニメ出演時の名義は本名）
仕事である声優業に対しては真摯に取り組み、文花にしっかりとした指導を行なうなど、後輩の面倒見も良い（無論、褒め言葉も下ネタではあるが）。
住吉 神楽（すみよし かぐら）
身長164センチメートル、体重45キログラム、11月20日生まれ、21歳。
音羽プロダクション所属。文花の同期。子役出身で演技力には定評があり、アニメを中心に活動している。酒波を慕っており、高校卒業時に酒波の所属する音羽プロに移籍した。文花の声優としての潜在的な資質の高さにコンプレックスを抱き、また酒波と親しいことに嫉妬を感じて、文花には厳しい態度をとる。
酒癖は悪く泣き上戸。そのため文花と一緒に呑むと収拾が付かなくなる。
雲洞谷 絹更（うとだに きぬさ）
酒波や文花と同じく音羽プロダクションに所属する女性声優で、アニメでも活躍しているがブルーマーチやスタジオカイザーのエロゲーに何度も「出雲きぬさ」名義で出演している。音羽プロダクションが新たな試みとしてエロゲ声優養成の集中講座を開くことになり、酒波、文花とともに講師を務めることになった。
新庄 初音（しんじょう はつね）
身長155センチメートル、体重43キログラム、1月23日生まれ、20歳。
15歳のとき片山プロモーションに所属し声優となり、高校生で新人賞を受賞。その後仕事が取れなくなったためフリーになるが状況は変わらず、先輩声優からエロゲーの仕事を勧められる。「新堂はつね」名義で何回かエロゲに出演たが、何も得るものがなく、先輩声優の推挙もありエロゲ声優養成講座に柑奈と絢雨とともに参加することになった。しかし一般的な女性同様エロゲーなんて汚らわしいと思っており、エロゲー声優になりたいわけではないらしく演技からそのことを講師陣に見抜かれる。だが製作現場を見学し、さらにトランス状態の柑奈の演技を目の当たりにし心を入れ替える。
三尾里 月夜（みおざと つきよ）
身長160センチメートル、体重47キログラム、9月17日生まれ、20歳。
エロゲー好きが高じてエロゲ声優を目指し、高校時代に養成所に入る。しかし友人にエロゲーの趣味を否定された過去を持ち、それ以来エロゲ好きを隠すようになった。非エロ作品には興味がわかないため、まだ事務所には所属できていない声優の卵で、ネットでエロゲ声優養成講座を知り参加することになった。エロゲ作品やエロゲ声優に詳しく「馬並」「花園」といったエロゲー声優名に反応し、「青井かんな」のことも知っていた。エロゲ声優の名義は「澪町つきよ」。

### スタジオカイザー（studio KAISER）
元樹の両親である海津夫妻が経営しているエロゲー会社。
ちなみに先述の「ザーメン依存症」は、スタジオカイザーの作品である。
海津 泰人（かいづ やすひと）
声 - なし / 室園丈裕
身長174センチメートル、体重67キログラム、1月30日生まれ、41歳。
元樹の父で、社長。物事にあまり動じない性格。
海津 早苗（かいづ さなえ）
身長160センチメートル、体重49キログラム、6月15日生まれ、39歳。
元樹の母で、副社長。明るく社交的な性格。

### その他のエロゲー業界関係者
船木 竜一（ふなき りゅういち）
声 - なし / 高橋伸也
身長175センチメートル、体重64キログラム、11月3日生まれ、27歳。
収録スタジオのエンジニア。現役高校生である柑奈がエロゲー声優をすることには常識的に反対したが、弥生に「もし発覚したら、18歳だったと聞かされて、高校生であることは知らなかったフリをしろ」と一蹴されてしまった。

### ゲーム内キャラクター
小川 結佳
柑奈が「青井かんな」名義として最初に演じたキャラ。口数の少ない図書委員でMタイプ。
綾乃（メイド少女）
声 - / 小倉結衣
陵辱系エロゲ『HOME MADE MAID』に登場のメイドキャラ。

## 作中作
エロゲーム
「フラクタル　コンチェルト」（BlueMarch）（1巻 P.14）
「ぶりーでぃんぐ　すくーる」（BlueMarch）（1巻 P.16）
「SENTMENTAL DAYS」（BlueMarch）（1巻 P.17）
「桜色カリキュラム」（BlueMarch）（Scene3-6）
小川 結佳（おがわ ゆいか）（青井かんな）
野口 浩輔（馬並重一）
「HOME MADE MAID」（Lustercloud）（1巻 P.75）
「バリボ魂」（Fleeting Youth）（1巻 P.86）
「ザーメン依存症」（studio KAISER）
藤沢 若菜（ふじさわ わかな）（青井かんな）
「ご主人様育成計画」（Blue Orange）
本郷 歩美（ほんごう あゆみ）（青井かんな）
本郷 麻耶（ほんごう まや）（花園ほのか）
「スクエア くらいしす！」（Blue Orange）（Scene21-23）
山城 小夜（やましろ さよ）（花園ほのか）
島原 クレア（しまばら クレア）（能登はづき）
高松 華（たかまつ はな）（牧原ことり）
三条 美里（さんじょう みさと）（青井かんな）
西遠寺 智也
「巫女みこクレイジーズ」（Blue Orange）
堤 園子（つつみ そのこ）（青井かんな）
岩滝 伊織（いわたき いおり）（能登はづき）
木下 佐耶（きのした さや）（牧原ことり）
「雌犬調教日誌」（studio KAISER）
坂下 瑞穂（さかした みずほ）（青井かんな）
「催眠凌辱クラスメイト」（Blue Orange）
御陵 香澄（みささぎ かすみ）（花園ほのか）
烏丸 皐月（からすま さつき）（青井かんな）
嵯峨野 円（さがの まどか）（能登はづき）
東山 美玖（ひがしやま みく）（牧原ことり）
深草 夕奈（ふかくさ ゆうな）（城元あやめ）
「聖触アフロディーテ」（studio KAISER）
風守 恵（かぜもり けい）（青井かんな）
アニメ
「じょしそふ!」
「鹿野くんちのお姉ちゃん」
「おねがい生徒会長！」
「魔法少女シニカルあやか」
ラジオ
「重一・文花の重文(しげふみ)指定保護らじお」

## 書誌情報
ワニブックスよりGUM COMICS PLUSとして刊行されている。なお、購入特典としてガム公式サイトよりダウンロードルームに入るためのパスワードが書かれた帯紙が付属する。
- 紺野あずれ『こえでおしごと!』ワニブックス〈ガムコミックスプラス〉、全10巻
  1. 2008年12月25日発売[5]、ISBN 978-4-8470-3667-5 購入特典「柑奈の恥ずかしい声」
  2. 2009年6月25日発売[6]、ISBN 978-4-8470-3689-7 購入特典「柑奈と文花の恥ずかしい声」
    - 初回限定版（2009年6月25日発売[7]）、ISBN 978-4-8470-3690-3 - MOSAIC.WAVによる「魔法のおしごと」CD付き[注 3][2]。

  3. 2009年12月25日発売[8]、ISBN 978-4-8470-3710-8 購入特典「柑奈と文花の恥ずかしい声」
    - 初回限定版（2009年12月25日発売[9]）、ISBN 978-4-8470-3709-2 - 「かんなとほのかのおねだりBOX」付き。

  4. 2010年7月24日発売[10][11]、ISBN 978-4-8470-3740-5 購入特典「柑奈と葉月と小鳥の恥ずかしい声」
    - 初回限定版（2010年7月24日発売[12]）、ISBN 978-4-8470-3741-2 - MOSAIC.WAVの「こころのひめごと」がBGMのムービー（Studio五組制作）入りDVD付き[10]。

  5. 2010年12月25日発売[13][14]、ISBN 978-4-8470-3759-7 購入特典「柑奈と弥生の恥ずかしい声」
    - 初回限定版（2010年12月25日発売[15]）、ISBN 978-4-8470-3758-0 - 作中作の「巫女みこクレイジーズ」を実際に音声化したドラマCD付き[注 4]。

  6. 2011年7月25日発売[16][17]、ISBN 978-4-8470-3779-5 購入特典「文花の恥ずかしい声」
    - 初回限定版（2011年7月25日発売[18]）、ISBN 978-4-8470-3780-1 - 作中の「Scene32:温泉へ行こう!」をアレンジしたWindows用アドベンチャーゲームを収録したDVD-ROM付き[16]。

  7. 2011年12月24日発売[19][20]、ISBN 978-4-8470-3797-9 購入特典「柑奈と葉月と小鳥の恥ずかしい声」
    - 初回限定版（2011年12月24日発売[21]）、ISBN 978-4-8470-3792-4 - 携帯音声ゲーム機[19]「どきどき放課後とれーにんぐ」付き。内容は本編の37、38話を絢雨視点で構成したアドベンチャーゲーム。

  8. 2012年6月25日発売[22]、ISBN 978-4-8470-3818-1 購入特典「柑奈と絢雨の恥ずかしい声」
    - 初回限定版（2012年6月25日発売[23]）、ISBN 978-4-8470-3819-8 - ドラマCD「催眠オ○ニーPANIC」付き。本編45〜48話に関連したオリジナルストーリー。

  9. 2012年12月25日発売[24][25]、ISBN 978-4-8470-3837-2 購入特典「柑奈たちの魅惑の声」
    - 初回限定版（2012年12月25日発売[24][26]）、ISBN 978-4-8470-3838-9 - 描き下ろしのカラーイラストが収録されている「わくわく♥ゆうわくカレンダー」付き[24]。ヒロインたち（アニメ版キャスト）による「ゆうわくボイス」のダウンロード特典もあり[24]。

  10. 2013年7月25日発売[27]、ISBN 978-4-8470-3880-8 購入特典「柑奈たちの決意の声」
    - 初回限定版（2013年7月25日発売[28]）、ISBN 978-4-8470-3881-5 - 作中の同人ゲーム「こえのおしごと」を作る柑奈たちの様子を描いたWindows用アドベンチャーゲームを収録したDVD-ROM付き。
- 紺野あずれ『こえでおしごと!!』双葉社〈アクションコミックス〉、全3巻
  1. 2020年11月12日発売[29][30]、ISBN 978-4-575-85511-1
  2. 2021年6月10日発売[31]、ISBN 978-4-575-85592-0
  3. 2022年1月12日発売[32]、ISBN 978-4-575-85677-4

## OVA
『こえでおしごと! The ANIMATION』。GONZO経営難から元GONZO第5スタジオのスタッフが独立して立ち上げた制作会社、「Studio五組」の処女作品。2010年11月17日に第1巻が、2011年5月11日に第2巻がそれぞれ発売された。キャッチコピーは「いたって普通の16歳の女子高生がひょんなことからエロゲの声優をやることに!?」。

### スタッフ
- 原作 - 紺野あずれ（掲載『月刊コミックガム』ワニブックス刊）
- 監督・絵コンテ - 細田直人
- シリーズ構成・脚本 - 鈴木雅詞
- キャラクターデザイン・作画監督 - 清丸悟
- 美術監督 - 松本浩樹
- 色彩設計 - 甲斐けいこ
- 撮影監督 - 中村昌樹
- 編集 - 重村建吾
- 音響監督 - 本山哲
- 音楽 - YM-FACTORY
- 方言指導 - 上田朱音
- プロデューサー・音楽プロデューサー - 高畑裕一郎
- アニメーション制作 - Studio五組
- 製作・音楽制作 - ポニーキャニオン

### 主題歌
- オープニングテーマ『恋の魔法』

作詞 - Funta3 / 作曲・編曲 - Funta7
歌 - Orange blossom / 青柳柑奈（CV:MAKO） & 藁園文花（CV:石川綾乃）
- エンディングテーマ『くちびるチャック』

作詞 - 深青結希 / 作曲 - 若林充 / 編曲 - 草野よしひろ
歌 - 高島南高校こえごとがーるず / 柑奈（CV:MAKO） & 葉月（CV.長妻樹里） & 小鳥（CV.島形麻衣奈）

### 各話リスト
| 巻数   | サブタイトル    | 演出             | 発売日         |
| ------ | --------------- | ---------------- | -------------- |
| take.1 | 16歳のひめごと  | 細田直人         | 2010年11月17日 |
| take.2 | ナイショで声優! | ほしかわたかふみ | 2011年5月11日  |

## Webラジオ
『こえでおしごと!WEBラジオ〜ナイショのおしごと!』は2010年11月17日から2011年5月18日まで音泉で配信されたインターネットラジオ番組。
パーソナリティー
- MAKO（青柳柑奈役）
- 長妻樹里（能家葉月役）
- 島形麻衣奈（牧野小鳥役）

コーナー
- ふつおた
- 普通のおたよりを紹介し、パーソナリティ3人に聞きたいことや作品の質問など何でもOKのフリーコーナー。全年齢対象であることを忘れないこと。
- おしごとジングル
- コーナーとコーナー間に入る。言い方次第で、(ナイトメルヘン)に聞こえちゃうをコトバを送るとよいが、直接エロい言葉は禁止。レッツおしごと！
- 一流声優を目指せ! おしごとレッスン!
- 柑奈が受けていると『思われる』、『かもしれない』秘密の特訓に、パーソナリティの3人が挑戦するドキドキのコーナーです。ポイント制で成績の低かった人には厳しい罰ゲームがある。
- こう言えば恥ずかしくない! 乙女辞典!

『こえでおしごと!』に沢山出てくる、乙女が言うと恥ずかしい言葉を上手に言い換えて送る。番組特製の『乙女辞典』に収録していく。（例）エロ→ナイトメルヘン
| 変化後の言葉       | 元の言葉       |
| ------------------ | -------------- |
| ナイトメルヘン     | エロ           |
| ホワイトエンジェル | ぱんてぃー     |
| おわんロケット     | おっぱい       |
| 愛と青春の鞭打ち   | 調教           |
| 大人のサスペンダー | ガーターベルト |
| 秘密兵器           | ヴァージン     |

配信リスト・ゲスト
| 放送回数 | 配信日         | 配信時間 | ゲスト                  | 備考                                                                                         |
| -------- | -------------- | -------- | ----------------------- | -------------------------------------------------------------------------------------------- |
| 第1回    | 2010年11月17日 | 45：34   | -                       | -                                                                                            |
| 第2回    | 2010年12月17日 | 43：24   | -                       | -                                                                                            |
| 第3回    | 2011年1月17日  | 32：29   | -                       | -                                                                                            |
| 第4回    | 2011年2月17日  | 43：24   | 石川綾乃（藁園文花 役） | -                                                                                            |
| 第5回    | 2011年4月27日  | 30：00   | -                       | 原作者の紺野あずれが、現場に観察に来ていた。直接ラジオには登場しなかった。                   |
| 第6回    | 2011年5月18日  | 39：45   | -                       | この回で最終回。そして、最後に声を当てたキャラがプリントされたケーキと花がプレゼントされた。 |

備考
2011年3月17日配信分は、東日本大震災の影響で、収録ができず、配信されなかった。また、4月17日に配信される予定だったが、これも収録の都合で配信されず、2011年4月27日に改めて配信された。2010年11月17日から2011年5月18日まで音泉で配信されていたラジオ番組。